# Widlica (rodzaj wsi)

Widlica – schemat

Widlica – typ wsi o zwartej zabudowie, skoncentrowanej wzdłuż 2-3 dróg rozwidlających się w kształcie litery Y, połączonych często krótką przecznicą. Występują często w północnej i zachodniej części Małopolski.

## Przykłady
- Guzówka
- Rembielin
- Skupowo
- Czepielin